# Юр'єва Катерина Валеріївна
Юр'єва Катерина Валеріївна (рос. Юрьева Екатерина Валерьевна; 11 червня 1983,  Чайковський, Пермський край) — російська біатлоністка, чемпіонка та  призерка чемпіонатів світу, багаторазова призерка етапів кубка світу з біатлону. На початку 2014 року оголосила про завершення кар'єри.

## Кар'єра в Кубку світу
- Дебют в кубку світу — 20 січня 2005 року в індивідуальній гонці в Антерсельві — 43 місце.
- Перше попадання в залікову зону — 19 лютого 2005 року в гонці переслідування в Поклюці — 18 місце.
- Перше попадання на подіум — 12 березня 2007 року в спринті в Лахті — 3 місце.
- Перше перемога — 12 грудня 2007 року в індивідуальній гонці в Поклюці — 1 місце.

## Виступи на чемпіонаті світу
| Рік  | Міце проведення | Інд | Спр | Пр | МС | Ест | ЗМ |
| 2007 | Антхольц        | 7   |     |    | 5  | 7   |    |
| 2008 | Естерсунд       | 1   | 9   | 2  | 3  | 4   |    |

## Загальний залік в Кубку світу
- 2004—2005 — 68-е місце
- 2006—2007 — 13-е місце (457 очок)
- 2007—2008 — 6-е місце (671 очко)
- 2010—2011 — 71-е місце (32 очки)
- 2012—2013 — 59-е місце (68 очок)

## Статистика стрільби
| № п/п | Сезон     | Загальна        | Індивідуальна гонка | Спринт        | Гонка переслідування | Мас-старт      | Естафета      |
| ----- | --------- | --------------- | ------------------- | ------------- | -------------------- | -------------- | ------------- |
| 1     | 2004-2005 | 87,5% (70/80)   | 85,0% (34/40)       | 85,0% (17/20) | 95,0% (19/20)        | 0,0% (0/0)     | 0,0% (0/0)    |
| 2     | 2006-2007 | 87,8% (345/393) | 90,0% (72/80)       | 87,8% (79/90) | 80,0% (80/100)       | 95,0% (95/100) | 82,6% (19/23) |
| 3     | 2007-2008 | 87,9% (355/404) | 95,0% (57/60)       | 87,5% (70/80) | 85,7% (120/140)      | 85,0% (68/80)  | 90,9% (40/44) |
| 4     | 2010-2011 | 88,3% (53/60)   | 0,0% (0/0)          | 90,0% (18/20) | 87,5% (35/40)        | 0,0% (0/0)     | 0,0%(0/0)     |
| 5     | 2012-2013 | 87,4% (97/111)  | 85,0% (17/20)       | 87,5% (35/40) | 87,5% (35/40)        | 0,0% (0/0)     | 90,9%(10/11)  |

## Дискваліфікація
2 грудня 2008 року на етапі Кубка світу у спортсменки була взята допінг-проба «А», яка виявилася позитивною. 13 лютого 2009 року Міжнародний союз біатлоністів (IBU) офіційно підтвердив позитивні результати допінг-проб, що були взяті у Катерини Юр'євой, Альбіни Ахатової та Дмитра Ярошенка в грудні 2008 році на першому етапі Кубка світу 2008-2009 в шведському Естерсунді. 11 серпня 2009 року біатлоністи були визнані винними у вживанні заборонених препаратів та дискваліфіковані на два роки кожний, без права брати участь не тільки в Олімпіаді 2010 року в Ванкувері, але й Олімпіаді 2014 року в Сочі.
У відповідь Катерина Юр'єва і Альбіна Ахатова подали апеляцію на рішення антидопінгової комісії Міжнародного союзу біатлоністів стосовно своєї дискваліфікації. Проте 13 листопада 2009 року спортивний арбітражний суд в Лозані (CAS) відхилив апеляцію двох російських біатлоністок. Відповідно до опублікованої заяви суду, санкції МСБ по відношенню до спортсменок визнані правомірними. Зокрема, експерти CAS підкреслили, що «наявність в допінг-пробах спортсменок забороненого препарату — рекомбінантного еритропоетина (rEPO) можна вважати науково доведеним фактом».
Не дивлячись на це, спортсменки вирішили продовжити боротьбу за свою репутацію. За їхньою ініціативою адвокатська фірма Libra Law, партнерами  якої є Хорхе Ібаролло та Клод Рамоні, адвокати спортсменок, 10 грудня 2009 року влаштували зустріч зі ЗМІ, на якій було заявлено, що апеляція на рішення Арбітражного суду по справам спорту в Лозані подана до Верховного суд Швейцарії.
11 травня 2010 року стало відомо, що і Федеральний трибунал Швейцарії залишив у силі рішення МСБ та Спортивного арбітражного суду (CAS) про дворічну дискваліфікацію російських спортсменок за вживання допінгу. Термін дискваліфікації Юр'євої сплив 4 грудня 2010 року і в планах спортсменки повернутися у великий спорт та розпочати свою спортивну кар'єру з чистого листа. 11-12 грудня Юр'єва розпочала сезон 2010 з гонки на другому етапі Кубка IBU в італійському Мартелло.